# Kościół San Giobbe
Kościół San Giobbe – rzymskokatolicki kościół w Wenecji w dzielnicy (sestiere) Cannaregio, poświęcony św. Hiobowi. Administracyjnie należy do Patriarchatu Wenecji. Jest kościołem parafialnym w parafii Santi Giobbe Profeta e Bernardino (dekanat Cannaregio - Estuario). Jest prowadzony przez kanosjanów (Zgromadzenie Synów Miłości - Congregatio Filiorum a Caritate).
Stanowi jedno z najważniejszych dzieł architektonicznych epoki wczesnego renesansu w Wenecji. Znajdowały się w nim niegdyś cenne dzieła sztuki: Ołtarz św. Hioba Giovanniego Belliniego, Modlitwa w Ogrójcu ze świętymi Ludwikiem z Tuluzy, Franciszkiem, Dominikiem i Markiem Marca Basaitiego oraz Ofiarowanie Jezusa w świątyni Vittore Carpaccia (oba obecnie w zbiorach Gallerie dell’Accademia).

## Historia

### Hospicjum i oratorium św. Hioba
W 1378 roku Giovanni Contarini, który po śmierci żony przyjął wyświęcenia kapłańskie, rozpoczął na peryferiach dzielnicy Cannaregio, na terenie parafii San Geremia budowę hospicjum dla ludzi starszych. W 1380 roku przyjęto pierwszych ubogich pensjonariuszy; obok hospicjum Contarini zarządził zbudowanie niewielkiego oratorium poświęconego biblijnej postaci Hioba, który był starotestamentową prefiguracją cierpiącego i wyszydzanego Chrystusa oraz świadectwem Bożego miłosierdzia, zarówno w kościele wschodnim jak i w niektórych ośrodkach średniowiecznego Zachodu. Po śmierci Contariniego dzieło kontynuowała jego córka Lucia, mianując zarządców hospicjum. Prowadzenie działalności charytatywnej powierzono Kongregacji Ubogich Pustelników św. Hieronima, a 24 listopada 1428 roku hospicjum i oratorium przejął Zakon Braci Mniejszych Obserwantów, który do hospicjum dobudował klasztor. W 1443 roku głosił w nim kazania św. Bernardyn ze Sieny, który tak zaimponował przyszłemu doży Christoforowi Moro, że zaraz po jego kanonizacji w 1450 roku zarządził on budowę kaplicy ku jego czci w kościele San Giobbe. Do dotychczasowego wezwania św. Hioba dodał imię świętego Bernardyna oraz wyasygnował fundusze na budowę nowego kościoła. 20 maja tego samego roku założono też konfraternię imienia św. Bernardyna.

### Obecny kościół
W 1450 roku rozpoczęto wznoszenie nowego kościoła w stylu gotyckim według projektu Antonia Gambella. Nowy obiekt prawdopodobnie położony był pod kątem prostym w stosunku do starego oratorium, które miało być zwrócone w stronę kanału Cannaregio. W 1451 roku Elisabetta Bragadin kupiła działkę przylegającą do kościoła, aby umożliwić jego rozbudowę. W 1470 roku do ukończenia dzieła został zaproszony Pietro Lombardo; był to jego pierwszy obiekt architektoniczny w Wenecji. Kościół św. Hioba stał się jednym z najwcześniejszych przykładów architektury renesansowej w mieście, a główny portal w fasadzie stanowi kwintesencję stylu florenckiego. Trzy posągi (obecnie w zakrystii) są również dziełem Pietra Lombarda.
14 kwietnia 1493 roku kościół, poświęcony św. Hiobowi i św. Bernardynowi ze Sieny został konsekrowany przez biskupa Bartolomea Averoldi. W 1587 roku, po zakończeniu prac restauracyjnych został konsekrowany po raz drugi. Jego wnętrze wypełniły obrazy najsłynniejszych weneckich malarzy tamtych czasów, takich jak: Giovanni Bellini, Vittore Carpaccio, Marco Basaiti, Paris Bordone, Antonio Vivarini. W prezbiterium, poprzedzonym okazałym łukiem tęczowym, pochowany został dobroczyńca kościoła, doża Cristoforo Moro, inicjator zaproszenia Pietra Lombarda do Wenecji. Po lewej stronie otwarto pięć kaplic, wzniesionych z inicjatywy znanych rodów weneckich.

#### Likwidacja klasztoru
Kościół i klasztor były własnością franciszkanów do 1810 roku. Na mocy dekretu napoleońskiego Królestwa Włoch z 5 czerwca 1805 roku (oraz kolejnych dekretów) zainicjowano w Wenecji proces kasat i przekształceń kościołów i klasztorów oraz zmian granic parafii. W 1810 roku kościół i klasztor zostały zniesione, a klasztor zburzony dwa lata później. W 1812 roku teren byłego klasztoru został przeznaczony pod Ogrody Botaniczne. Część z nich, położonych w pobliżu lądu stałego, została zniszczona przez austriackie bombardowania. W okresie, w którym kościół był nieczynny, splądrowano szereg znajdujących się w nim dzieł. W 1815 roku obrazy ołtarzowe Giovanniego Belliniego, Marca Basaitiego oraz Vittore Carpaccia przeniesiono do Gallerie dell’Accademia, gdzie nadal się znajdują. W 1844 roku do ocalałego skrzydła klasztoru wprowadzili się kanosjanie, zakon założony w 1831 roku przez św. Magdalenę z Canossy.

#### Erygowanie parafii
W czerwcu 1952 roku Patriarcha Wenecji Carlo Agostini erygował przy kościele San Giobbe parafię, wydzielając jej teren z dotychczasowej parafii San Geremia.

## Architektura

### Kościół
Architektura kościoła reprezentuje styl przejściowy między gotykiem, a renesansem, widoczny w kontraście między nawą a prezbiterium, portalem Lombarda, a ceglaną fasadą. Z dorobku Gambella zachowało się niewiele: gotyckie okna w prawej ścianie nawy, zewnętrzne pilastry apsydy, przedsionek przed zakrystią (zwany obecnie kaplicą Contarini), kampanila i zachowane skrzydło przyległego klasztoru. Trzyczęściowa fasada z szerokimi, prostokątnymi oknami i lizenami była pierwotnie podobna do fasad kościołów Sant’Aponal i San Giovanni in Bragora, później jednak została przebudowana. W nienaruszonym stanie zachował się natomiast wyrafinowany portal dłuta Pietra Lombarda.

### Kampanila
Wysoka na 46 m kampanila z zestawem dzwonów uruchamianych elektromechanicznie została wzniesiona między 1451 a 1464 rokiem. Kilkakrotnie (1903, 1905 i 1982) była restaurowana. Jej ostrołukowe biforia zbudowano z kamienia istryjskiego, a detale dekoracyjne z terakoty, pochodzącej być może z bliskiej cegielni.

## Wnętrze

### Prezbiterium
Prezbiterium od nawy oddziela łuk triumfalny, wsparty na głowicach filarów, na których znajdują się ponadto posągi Archanioła Gabriela i Maryi, posadowione na płaskorzeźbionych tondach podobnych do tond podtrzymujących posągi świętych nad portalem wejściowym. Nad Archaniołem Gabrielem i Maryją widnieje herb Cristofora Mora. Podłucze wypełniają wyobrażenia proroków Starego Testamentu, zaś w wierzchołku znajduje się Baranek Boży. Zwornik łuku zdobi putto. W pendentywach kopuły umieszczone zostały tonda z wizerunkami Ewangelistów z 1475 roku. Na wierzchołku kopuły znajduje się wyobrażenie Boga Ojca. Podstawa kopuły została przepruta ośmioma oknami. na prawej ścianie prezbiterium widnieje Portret doży Cristofora Mora, XVI-wieczna kopia oryginału Giovanniego Belliniego. Na posadzce znajdują się grobowce doży Christofora Mora i jego żony Cristiny Sanudo, wykonane w 1470 roku w warsztacie Pietra Lombarda. Ołtarz główny jest w większej części dziełem Lombarda i ma głęboko kontrreformacyjny charakter.
Po prawej stronie prezbiterium znajduje się ołtarz rodu Corner, ufundowany w 1586 roku przez Piera Cornera. Przy podstawach kolumn ołtarza widnieją herby rodu. W ołtarzu znajduje się obraz Św. Józef, przypisywany Antoniowi Marinettiemu, uczniowi Giovanniego Battisty Piazzetty.

### Kaplica Contarini
Nad drzwiami prowadzącymi do kaplicy Contarini znajduje się pomnik nagrobny Paola i Agostina, Prokuratorów San Marco oraz Ermolao Naniego (zrealizowany po 1641 roku). Kaplica była przypuszczalnie ta zalążkiem pierwotnego kościoła, zbudowanego z inicjatywy szlachcica Giovanniego Contariniego i ukończonego przez jego córkę Lucię. Pomieszczenie zachowuje w stanie nienaruszonym swój pierwotny gotycki wygląd, monogramy Św. Bernardyna na zwornikach musiały zostać dodane później, w czasach Cristofora Mora. W ołtarzu znajduje się obraz Narodzenie Pańskie pędzla Giovanniego Gerolama Savolda z 1540 roku, a nad drzwiami prowadzących do zakrystii – stiukowy pomnik nagrobny kardynała Marca Antonia Amulia, zrealizowany w warsztacie Alessandra Vittorii.

### Zakrystia
Kaplica zachowała w stanie nienaruszonym swoje wyposażenie: XVII-wieczne drewniane szafy i sufit z malowanymi kasetonami, z których każdy przedstawia proroka lub świętego. Nad drzwiami wejściowymi wisi obraz Mistyczne zaślubiny św. Katarzyny z około 1504 roku pędzla Andrei Previtalego, a na ścianie czołowej: Zwiastowanie pomiędzy św. Antonim Padewskim a Archaniołem Michałem Antonia Vivariniego z około 1447 roku, flankowany obrazami Martwy Chrystus Lazzara Bastianiego (po lewej) i Głowa św. Bernardyna, anonimowego twórcy z XV wieku (po prawej).

### Nawa

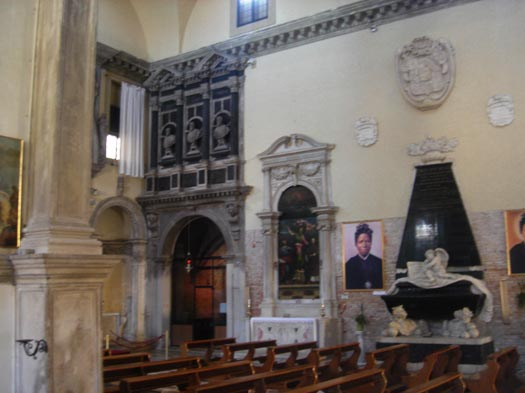
Prawa ściana nawy (fragment)

Wnętrze tworzy jedna nawa, zwracająca uwagę swoją asymetrią: lewą jej stronę wypełniają kaplice, natomiast wzdłuż prawej ściany stoją cztery ołtarze. Powodem takiego rozwiązania był fakt, iż do prawej strony kościoła przylegał klasztor. Duże wymiary ołtarzy oraz iluzja ich głębi równoważą głębię rzeczywistych kaplic. Po zabranych obrazach pozostały rzeźbione, kamienne ramy, w tym po obrazie Belliniego (prawdopodobnie wyrzeźbione przez samego Pietra Lombarda lub jego utalentowanego asystenta) z charakterystycznymi delfinami, detalem powtórzonym w obrazie. 
Nawa była pierwotnie przekryta więźbą dachową, a obecnie – sklepieniem krzyżowym.

#### Ołtarze boczne

##### Pierwszy ołtarz
Pierwszym ołtarzem, licząc od prezbiterium, jest ołtarz Gondolierów i Barkarzy (Altare dei Gondolieri e Barcaioli), przeniesiony tu i przebudowany w 1585 roku na prośbę bractwa Schola Picola de Sant’Andrea del Tragheto de Marghera e Mestre. W ołtarzu znajduje się obraz Parisa Bordone Święci Andrzej, Piotr i Mikołaj z Bari z około 1565 roku. Gdy po zakończeniu rekonstrukcyjnych prac okazało się, że rama jest większa niż obraz, wkomponowano w nią dodatkowo obraz Ojciec Przedwieczny z końca XVI wieku.

##### Pomnik nagrobny ambasadora Francji
Za pierwszym ołtarzem znajduje się jest pomnik nagrobny ambasadora Francji w Republice Weneckiej, René Louisa de Voyer de Paulmy d’Argensona dłuta Claude’a Perraulta. Pierwotnie w miejscu tym znajdował się tryptyk Zwiastowanie pomiędzy św. Antonim Padewskim a Archaniołem Michałem Antonia Vivariniego (obecnie w zakrystii).

##### Drugi ołtarz
Drugi ołtarz, Sanudo (Altare Sanudo), został zrealizowany w 1510 roku przez rodzinę Sanudów. Jest poświęcony Ofiarowaniu Pańskiemu. Obraz ołtarzowy, Madonna z Dzieciątkiem i świętymi Franciszkiem, Klara, Piotrem, Andrzejem i Jakubem namalowali około 1543 roku Bonifacio de Pitati i Jacopo Pisbolica. Pierwotnie znajdował się on w kościele Santa Maria Maggiore (przed jego desakralizacją). Natomiast wcześniej na jego obecnym miejscu znajdował się obraz Ofiarowanie Jezusa w świątyni Vittore Carpaccia.

##### Trzeci ołtarz
Trzeci ołtarz, sw. Hioba (Altare San Giobbe), został zbudowany w 1480 roku i poświęcony pierwotnemu patronowi kościoła, Hiobowi. Rozmiarami i architekturą nawiązuje do łuku triumfalnego przy wejściu do prezbiterium. Obraz ołtarzowy, Bóg objawiający się Hiobowi, namalowany w 1822 roku Lattanzia Querenę, zastąpił obraz Giovanniego Belliniego Madonna na tronie z Dzieciątkiem i świętymi Franciszkiem, Janem Chrzcicielem, Hiobem, Dominikiem, Sebastianem, Ludwikiem z Tuluzy i aniołami muzykującymi z 1478 roku.

##### Czwarty ołtarz
Czwarty ołtarz (Altare Foscari) został zbudowany w 1510 roku jako fundacja rodziny Foscarich, której herby zostały umieszczone u podstawy kolumn. Obraz ołtarzowy, Św. Piotr z Alkantary ze świętymi franciszkańskimi Bonawenturą, Franciszkiem Solano, Różą z Viterbo, Małgorzatą z Cortony i Klarą, namalował około 1750 roku Antonio Zucchi.

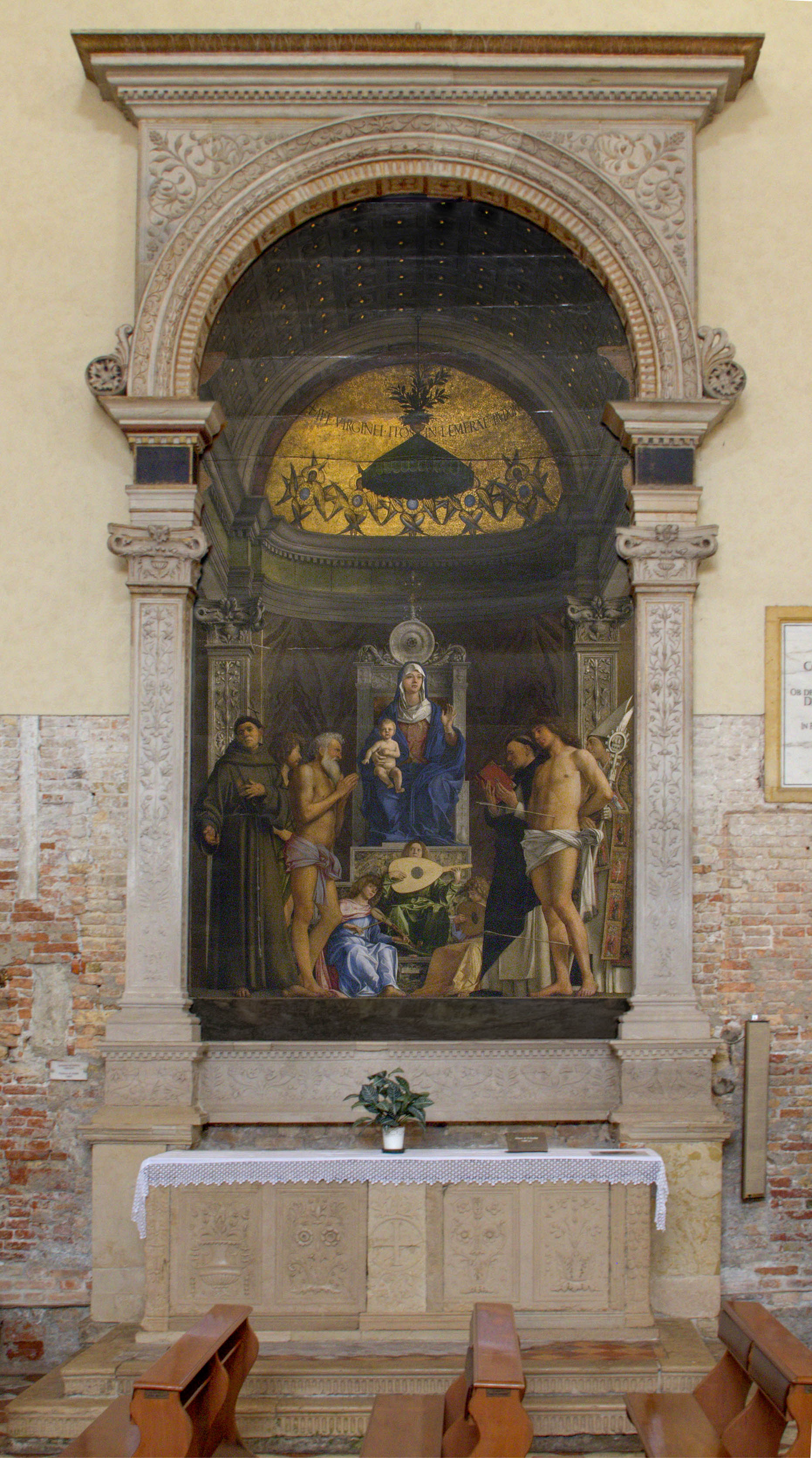
Odtworzony obraz z Ołtarza św. Hioba  Giovanniego Belliniego
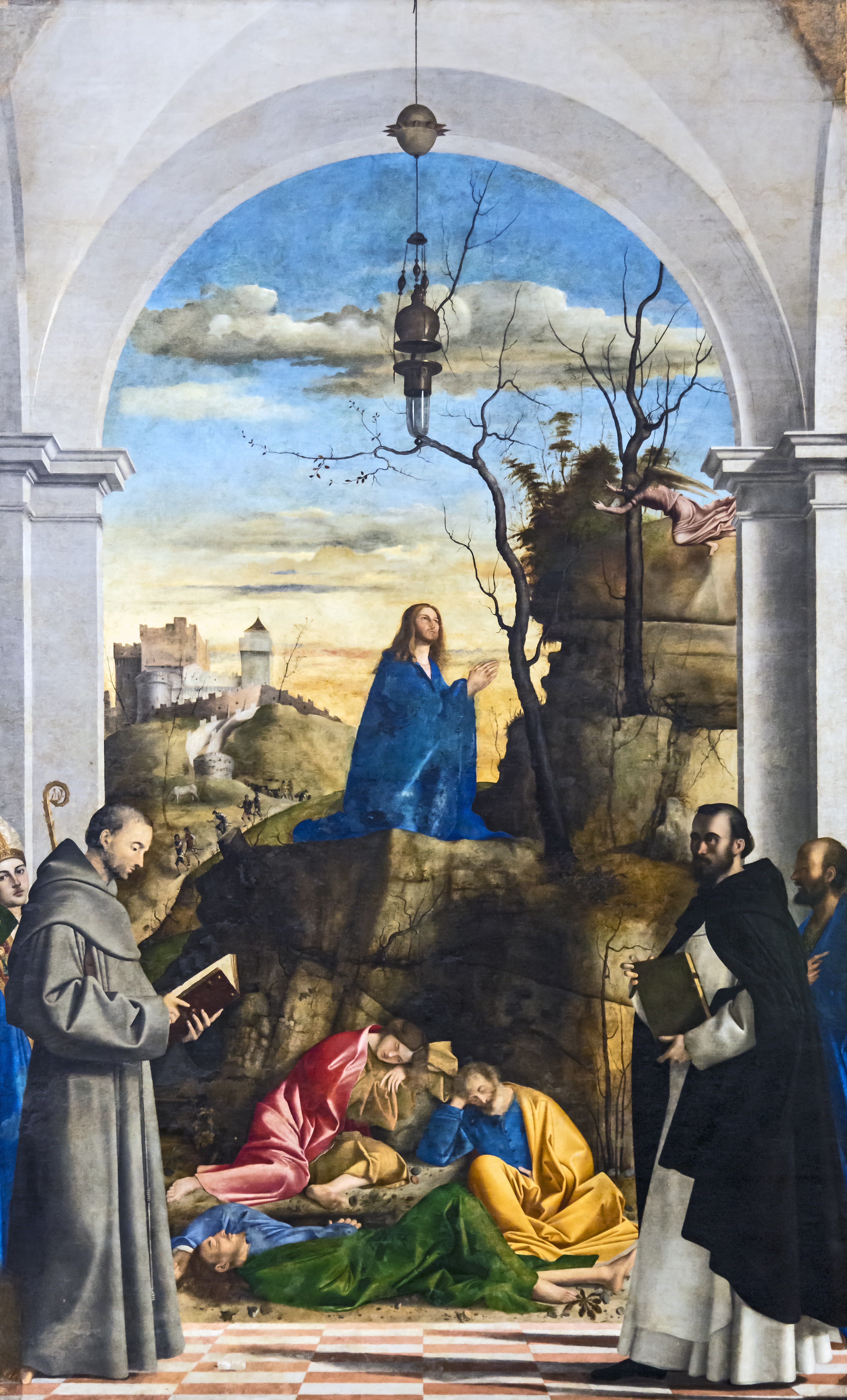
Obraz ołtarzowy Modlitwa w Ogrójcu ze świętymi Ludwikiem z Tuluzy, Franciszkiem, Dominikiem i Markiem Marca Basaitiego
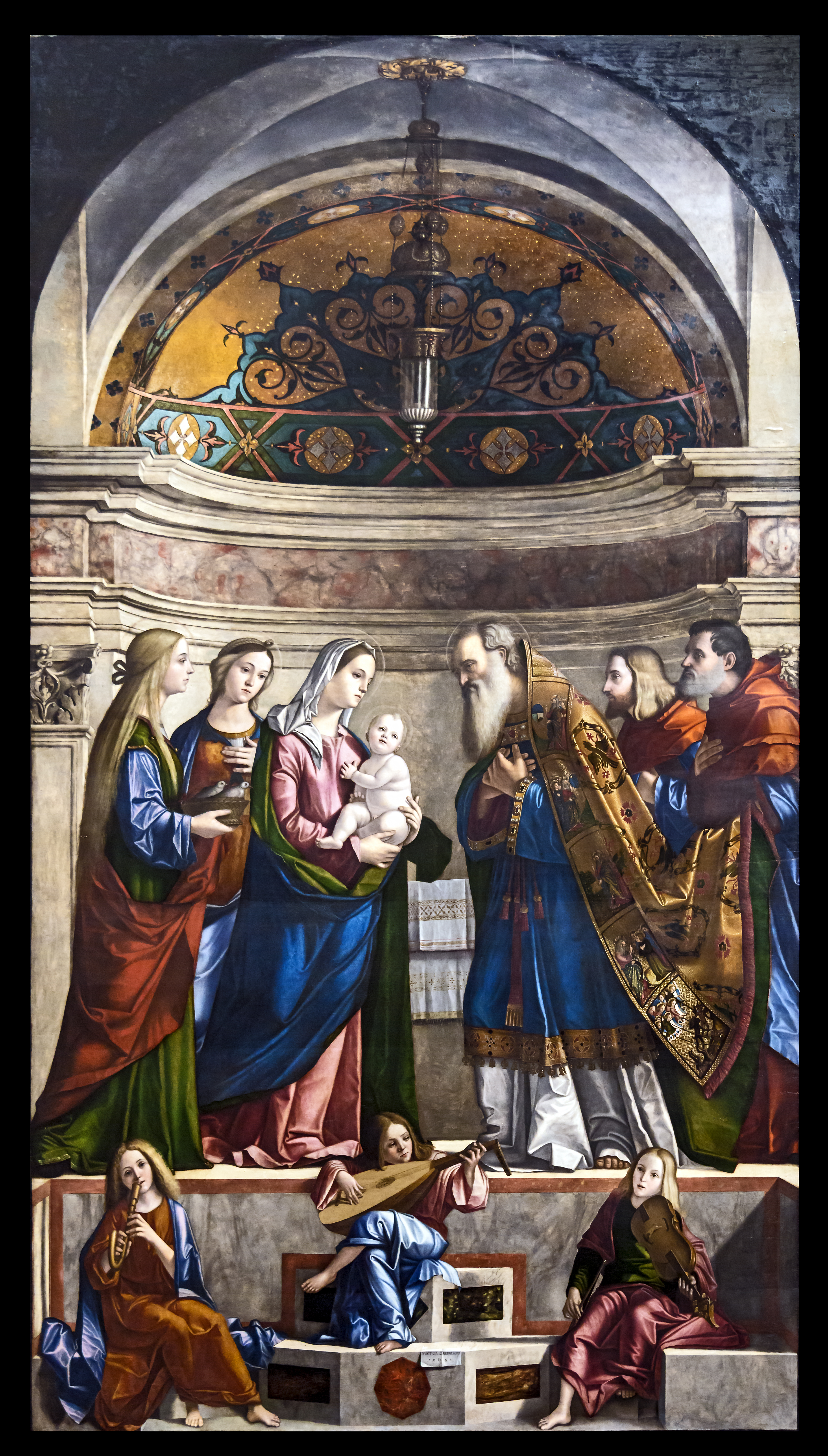
Obraz ołtarzowy Ofiarowanie Jezusa w świątyni Vittore Carpaccia

#### Kaplice
Po lewej stronie prezbiterium znajduje się ołtarz Marina, zamówiony przez Francesca Marina, a zbudowany w 1502 roku (roku jego śmierci) pod nadzorem jego syna Cristofora. W ołtarzu znajduje się uszkodzony posąg Św. Franciszek, stanowiący być może fragment większej kompozycji, zrealizowany na początku XVI wieku w warsztacie Lorenza Bregna.
Posadzki dwukondygnacyjnych kaplic są podwyższone w stosunku do posadzki nawy.

##### Kaplica Testa
W kaplicy Testa (Cappella Testa), pierwszej licząc od prezbiterium, znajduje się grobowiec kupca Bernardina Testy. Herby rodziny Testów są wyrzeźbione na zewnętrznej fasadzie kaplicy. Kaplica otrzymała później wezwanie św. Dydaka (wł. San Diego), kiedy w 1610 roku zostało założone w niej bractwo Schola de Devozion de San Diego. W ołtarzu znajduje się obraz Św. Dydak w modlitwie przed Dziewicą z martwym Chrystusem, między świętymi Franciszkiem i Antonim z końca XVI wieku, namalowany przez Carletta Caliari lub kogoś ze szkoły jego ojca.

##### Kaplica Foscari (Sant’Antonio)
Druga kaplica, poświęcona św. Antoniemu nosi nazwę Foscari, ponieważ herb szlachecki tego rodu jest umieszczony na łuku wejściowym. Na ołtarzu znajduje się posąg św. Antoniego na tle obrazu Antonia Balestry z 1696 roku Madonna z Dzieciątkiem w chwale, św. Jan Kapistran i św. Franciszek Solano chrzczący Murzynów Ameryki.

##### Kaplica Cendon
Kaplica Cendon została zbudowana z funduszy pochodzącej z Chioggii rodziny Cendonów, której herby widnieją w narożnikach zewnętrznego łuku. W ołtarzu znajduje się obraz Carla Zattiego z około 1870 roku, Dziewica u grobu Chrystusa. Na prawej ścianie wisi czternaście stacji Drogi Krzyżowej pędzla Antonia Zucchiego z 1750 roku. Z lewej strony wejścia znajduje się kamień nagrobny Girolama Gallarate, dłuta anonimowego artysty weneckiego z 1512 roku.

##### Kaplica Martini
Spośród kaplic wyróżnia się kaplica Martini, zbudowana w latach 1471–1476 przez znaną rodzinę handlarzy jedwabiem z Lukki, będąca jednym z pierwszych przykładów architektury renesansowej w Wenecji, z wyraźnymi wpływami Toskanii, które w niej znalazły swój kulminacyjny wyraz – fundatorzy kaplicy Giovanni di Pietro Martini i jego florencka małżonka Cornelia pragnęli odtworzyć fragment Florencji w tym kościele, sprowadzając specjalnie dla realizacji sklepienia materiał budowlany do Wenecji.
Wnętrze kaplicy ma kształt sześcianu i jest całkowicie niezależne od korpusu kościoła. Przykrywa je sklepienie żaglowe wyłożone glazurowaną terakotą i poprzedzone dużym łukiem, ozdobionym motywem winogron i liści i wspartym na belkowaniu podtrzymywanym przez dwa żłobione filary korynckie. Dekorację sklepienia stanowi pięć tond autorstwa Luki della Robbia. W tondzie centralnym znajduje się Chrystus – Alfa i Omega, a otaczają go cztery tonda z wizerunkami Ewangelistów. Rozwiązania te są typowe dla renesansu toskańskiego, podobnie jak sama kaplica, która dokładnie odzwierciedla dokonania florenckie, takie jak kaplica kardynała Jaime z Portugalii (Cappella del Cardinale di Portogallo) z bazyliki San Miniato al Monte.
Na ołtarzu kaplicy znajduje marmurowa grupa rzeźbiarska Św. Jan Chrzciciel pomiędzy świętymi Franciszkiem i Antonim, zrealizowany około 1475 roku w warsztacie A. Rossellina.

##### Kaplica Grimani (San Luca)
Kaplica Grimani (San Luca) została zbudowana prawdopodobnie przed 1539 rokiem, ponieważ w tym roku Piero Grimani, prokurator św. Marka, objął oficjalnie nad nią patronat. Zarówno w dokumencie potwierdzającym patronat, jak w testamencie, nazywa on kaplicę imieniem św. Łukasza (wł. San Luca). Ołtarz wypełnia grupa rzeźbiarska z białego marmuru Św. Łukasz między dwoma aniołami, zrealizowana na początku XVI wieku w warsztacie Antonia i Tullia Lombarda. Posążek św. Piotra został dodany później, w roku śmierci Grimaniego (1553) na cześć świętego o tym samym co on imieniu.